# Зіятдінов Артур Акбарович
Артур Акбарович Зіятдінов (англ. Artur Ziyatdinov; нар. 1 липня 1996, Узбекистан) — кримськотатарський професійний боксер, представник напівважкої вагової категорії. Почав свою професійну кар'єру у 2017 році. У 2012 став чемпіоном України серед юніорів, переможцем Кубка України, бронзовий призер Чемпіонату Європи 2012. У 2014 році став Чемпіоном України серед молоді. Зіятдінов прославився своїм патритизмом до свого кримськотатарського народу.

## Біографія
Артур Зіятдінов народився 1 липня 1996 року в місті Ташкент (Узбекистан). Прожив там до 12 років. У 2008 році разом з батьками повернувся на батьківщину в Крим.
Амоторська кар'єра
У 2012 році став Чемпіоном України Серед юнаків і переможцем Кубка України, того ж року виборов бронзову медаль Чемпіонату Європи. У 2014 році став Чемпіоном України серед молоді. Майстер спорту України.
Професійна кар'єра
У 2017 р. дебютував на професійному ринзі під егідою канадської промоутерської компанії. В професійній кар'єрі Зіятдінов провів 12 боїв, в усіх вийшов переможцем, у 9 боях переміг достроково.
У 2018 році Зітдінов провів один з най важчих боїв проти мексиканця Маріо Агуілара. Це був 6 бій і перший, в якому Артур переміг за очками. Бій виявився видовищним, в мексиканця був важкий удар і до цього Агуілар був стійким.
| 12 боїв, 12 перемог (9 нокаутом), 0 поразок | 12 боїв, 12 перемог (9 нокаутом), 0 поразок | 12 боїв, 12 перемог (9 нокаутом), 0 поразок | 12 боїв, 12 перемог (9 нокаутом), 0 поразок | 12 боїв, 12 перемог (9 нокаутом), 0 поразок    | 12 боїв, 12 перемог (9 нокаутом), 0 поразок | 12 боїв, 12 перемог (9 нокаутом), 0 поразок                                |
| Бій                                         | Рекорд                                      | Дата поєдинку                               | Суперник                                    | Місце проведення бою                           | Раундів, час                                | Додатково                                                                  |
| ------------------------------------------- | ------------------------------------------- | ------------------------------------------- | ------------------------------------------- | ---------------------------------------------- | ------------------------------------------- | -------------------------------------------------------------------------- |
| 12                                          | 12-0                                        | 25 січня 2020                               | Cesar Hernan Reynoso                        | Montreal Casino, Монреаль, Канада              | KO (5/10)                                   |                                                                            |
| 11                                          | 11-0                                        | 28 вересня 2019                             | Дарнел Бун (24-24)                          | Montreal Casino, Монреаль, Канада              | UD (8/8)                                    | Перемога за очками 78-73, 79-72, 78-73 Бун був у нокдауні в другому раунді |
| 10                                          | 10-0                                        | 15 травня 2019                              | Маркос Ніколас Каралітскі (6-2)             | Centre Gervais Auto, Шавініґан, Канада         | UD (8/8)                                    |                                                                            |
| 9                                           | 9-0                                         | 16 березня 2019                             | Міхал Людвічак (16-9)                       | Centre Gervais Auto, Шавініґан, Канада         | TKO (4/8)                                   |                                                                            |
| 8                                           | 8-0                                         | 14 грудня 2018                              | Рикардо Марсело Ромалло (22-13)             | Shaw Conference Centre, Едмонтон, Канада       | TKO (3/8)                                   |                                                                            |
| 7                                           | 7-0                                         | 13 жовтня 2018                              | Франсиско Рівас (12-1)                      | Montreal Casino, Монреаль, Канада              | TKO (3/8)                                   |                                                                            |
| 6                                           | 6-0                                         | 16 травня 2018                              | Маріо Агуілар (18-4)                        | Centre Gervais Auto, Шавініґан, Канада         | UD (6/6)                                    |                                                                            |
| 5                                           | 5-0                                         | 28 квітня 2018                              | Petar Mrvalj (8-8)                          | Shaw Conference Centre, Едмонтон, Канада       | TKO (2/6)                                   | Бій було завершено у 2 раунді                                              |
| 4                                           | 4-0                                         | 31 березня 2018                             | Мархайль Веддербурн (2-1)                   | Montreal Casino, Монреаль, Канада              | TKO (1/4)                                   | Бій було завершено у 1 раунді                                              |
| 3                                           | 3-0                                         | 14 грудня 2017                              | Мауро Ромеро (3-2)                          | Quai Catherine-Legardeur, Сорель-Трасі, Канада | KO (1/4)                                    | Бій було завершено у 1 раунді                                              |
| 2                                           | 2-0                                         | 27 жовтня 2017                              | Мануель Гузман (1-2)                        | MTelus, Монреаль, Канада                       | KO (1/4)                                    | Бій було завершено у 1 раунді                                              |
| 1                                           | 1-0                                         | 17 травня 2017                              | Саба Шрамель (0-2)                          | Олімпійський театр, Монреаль, Канада           | KO (1/4)                                    | Бій було завершено у 1 раунді                                              |